# Freeman (Missouri)
Freeman – miasto w Stanach Zjednoczonych, w stanie Missouri, w hrabstwie Cass.